# رئيس عرفاء (رتبة عسكرية)
رئيس عرفاء رتبة ضابط صف عسكرية في الجيش العراقي و تعتبر هذه الرتبة أعلى رتب الجنود.